# خط طول 167° شرق
خط طول 167° شرق هو أحد خطوط الطول الجغرافية، والتي تمتد من القطب الشمالي الجغرافي إلى القطب الجنوبي الجغرافي، وحسب التحويل الزمني يتقدم خط طول 167° شرق عن خط غرينتش بـ11 ساعة و8 دقائق.

## من القطب إلى القطب
ينطلق خط طول 167° شرق من القطب الشمالي نحو القطب الجنوبي مرورا بالمناطق التي ترد في الجدول التالي:
| الإحداثيات                           | البلد أو الإقليم أو البحر | ملاحظات |
| ------------------------------------ | ------------------------- | --- |
| 90°0′N 167°0′E / 90.000°N 167.000°E  | المحيط المتجمد الشمالي    | |
| 74°39′N 167°0′E / 74.650°N 167.000°E | بحر سيبيريا الشرقي        | |
| 69°29′N 167°0′E / 69.483°N 167.000°E | روسيا                     | أوكروغ تشوكوتكا الذاتية كراي كامشاتكا — من 64°33′N 167°0′E / 64.550°N 167.000°E |
| 60°18′N 167°0′E / 60.300°N 167.000°E | بحر بيرنغ                 | |
| 54°45′N 167°0′E / 54.750°N 167.000°E | المحيط الهادئ             | |
| 11°28′N 167°0′E / 11.467°N 167.000°E | جزر مارشال                | Rongelap Atoll |
| 11°22′N 167°0′E / 11.367°N 167.000°E | المحيط الهادئ             | |
| 9°19′N 167°0′E / 9.317°N 167.000°E   | جزر مارشال                | Kwajalein Atoll |
| 9°14′N 167°0′E / 9.233°N 167.000°E   | المحيط الهادئ             | مرورا بشرق ناورو (في 0°31′S 166°56′E / 0.517°S 166.933°E) |
| 9°48′S 167°0′E / 9.800°S 167.000°E   | بحر المرجان               | مرورا بغرب the Duff Islands, جزر سليمان (في 9°50′S 167°6′E / 9.833°S 167.100°E) · مرورا بشرق the Vanikolo Islands, جزر سليمان (في 11°38′S 166°59′E / 11.633°S 166.983°E) · مرورا بشرق the Torres Islands, فانواتو (في 13°25′S 166°42′E / 13.417°S 166.700°E) · مرورا بغرب the Banks Islands, فانواتو (في 13°31′S 167°17′E / 13.517°S 167.283°E) |
| 14°56′S 167°0′E / 14.933°S 167.000°E | فانواتو                   | جزيرة إسبيريتو سانتو |
| 15°35′S 167°0′E / 15.583°S 167.000°E | بحر المرجان               | مرورا بغرب the جزيرة Malo, فانواتو (في 15°40′S 167°4′E / 15.667°S 167.067°E) · مرورا بغرب the جزيرة Malakula, فانواتو (في 16°5′S 167°9′E / 16.083°S 167.150°E) · مرورا بغرب the جزيرة Lifou, كاليدونيا الجديدة (في 20°55′S 167°1′E / 20.917°S 167.017°E)                                                                                        |
| 22°14′S 167°0′E / 22.233°S 167.000°E | كاليدونيا الجديدة         | |
| 22°20′S 167°0′E / 22.333°S 167.000°E | بحر المرجان               | |
| 23°15′S 167°0′E / 23.250°S 167.000°E | المحيط الهادئ             | |
| 45°7′S 167°0′E / 45.117°S 167.000°E  | نيوزيلندا                 | الجزيرة الجنوبية (نيوزيلندا) |
| 46°13′S 167°0′E / 46.217°S 167.000°E | المحيط الهادئ             | |
| 60°0′S 167°0′E / 60.000°S 167.000°E  | المحيط الجنوبي            | |
| 70°48′S 167°0′E / 70.800°S 167.000°E | القارة القطبية الجنوبية   | منطقة روس، المطالب الإقليمية بالقارة القطبية الجنوبية by نيوزيلندا |
| 73°36′S 167°0′E / 73.600°S 167.000°E | المحيط الجنوبي            | بحر روس |
| 77°17′S 167°0′E / 77.283°S 167.000°E | القارة القطبية الجنوبية   | منطقة روس، المطالب الإقليمية بالقارة القطبية الجنوبية by نيوزيلندا |